# Conca dei Marini
Conca dei Marini là một đô thị (comune) thuộc tỉnh Salerno trong vùng Campania của Ý. Conca dei Marini có diện tích km2, dân số là người (thời điểm ngày).